# Kościół św. Stanisława Kostki w Tczewie
Kościół św. Stanisława Kostki w Tczewie - świątynia wybudowana w XIV wieku w stylu gotyckim, z charakterystyczną ośmioboczną wieżą. Obecny jej hełm pochodzi z 1 połowy XIX wieku (przez wiele wieków zwieńczenie wieży było inne).
Po wybudowaniu pozostawała pod wezwaniem Najświętszej Marii Panny, potem św. Mikołaja. Dzisiaj nosi imię św. Stanisława Kostki. Jest to kościół jednonawowy, sklepiony. W jego wnętrzu zachował się częściowo wystrój z końca XVII wieku. Po kasacie zakonu dominikanów, kościół został przebudowany na szkołę. W 1852 został odrestaurowany i jako świątynia użytkowany był przez ewangelików do 1945 roku. W okresie II Rzeczypospolitej kościół był we władaniu parafii należącej do superintendentury Tczew-Starogard Ewangelickiego Kościoła Unijnego.
Po II wojnie światowej kościół wrócił w ręce katolików. Otrzymał wartościowe witraże w nowym ujęciu artystycznym. Dziś wymaga poważnej pomocy, gdyż stojąc na skarpie nadwiślańskiej zaczyna się nieznacznie, ale już ostrzegawczo, osuwać.

## Galeria

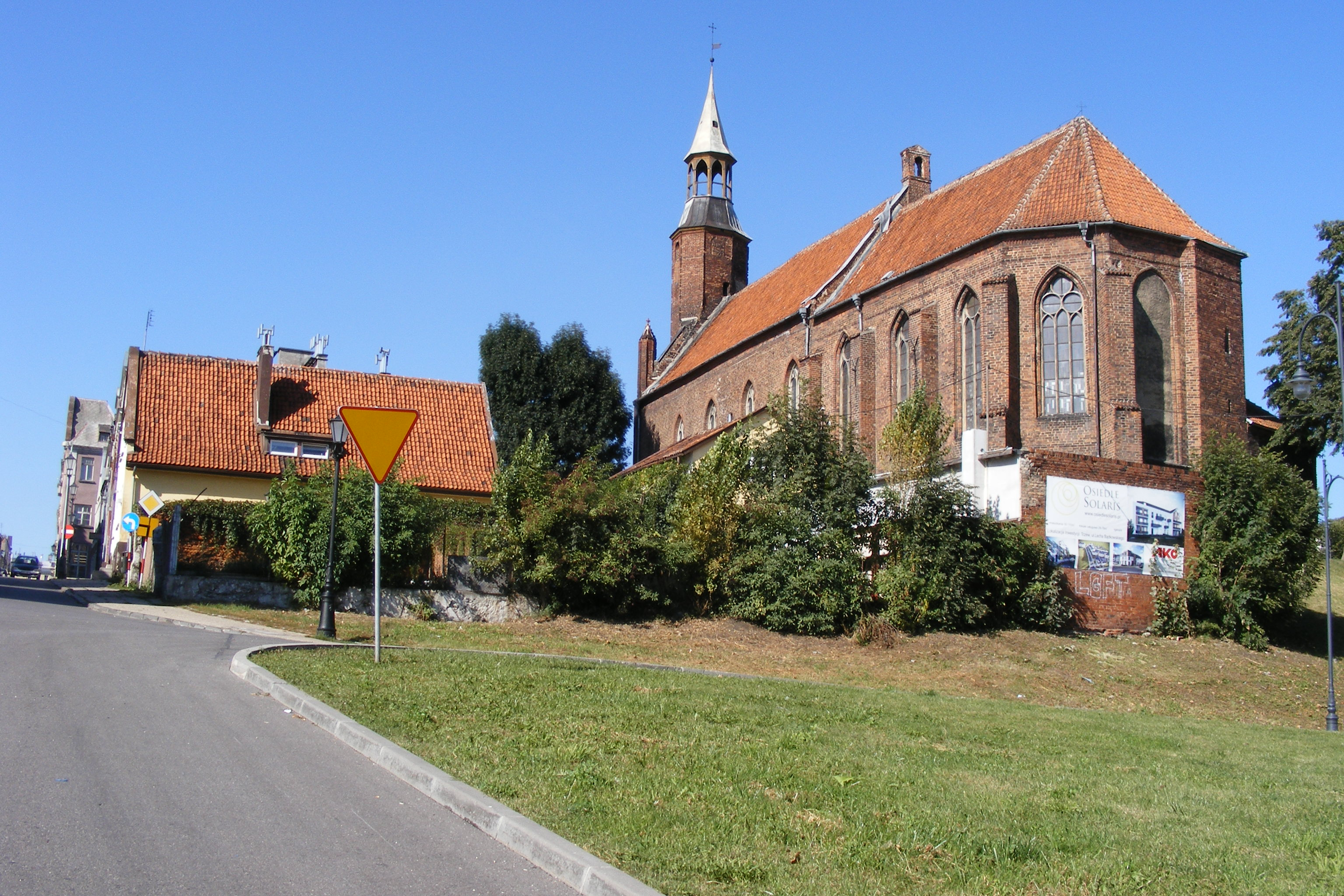
Kościół Św. Stanisława - od strony Wisły
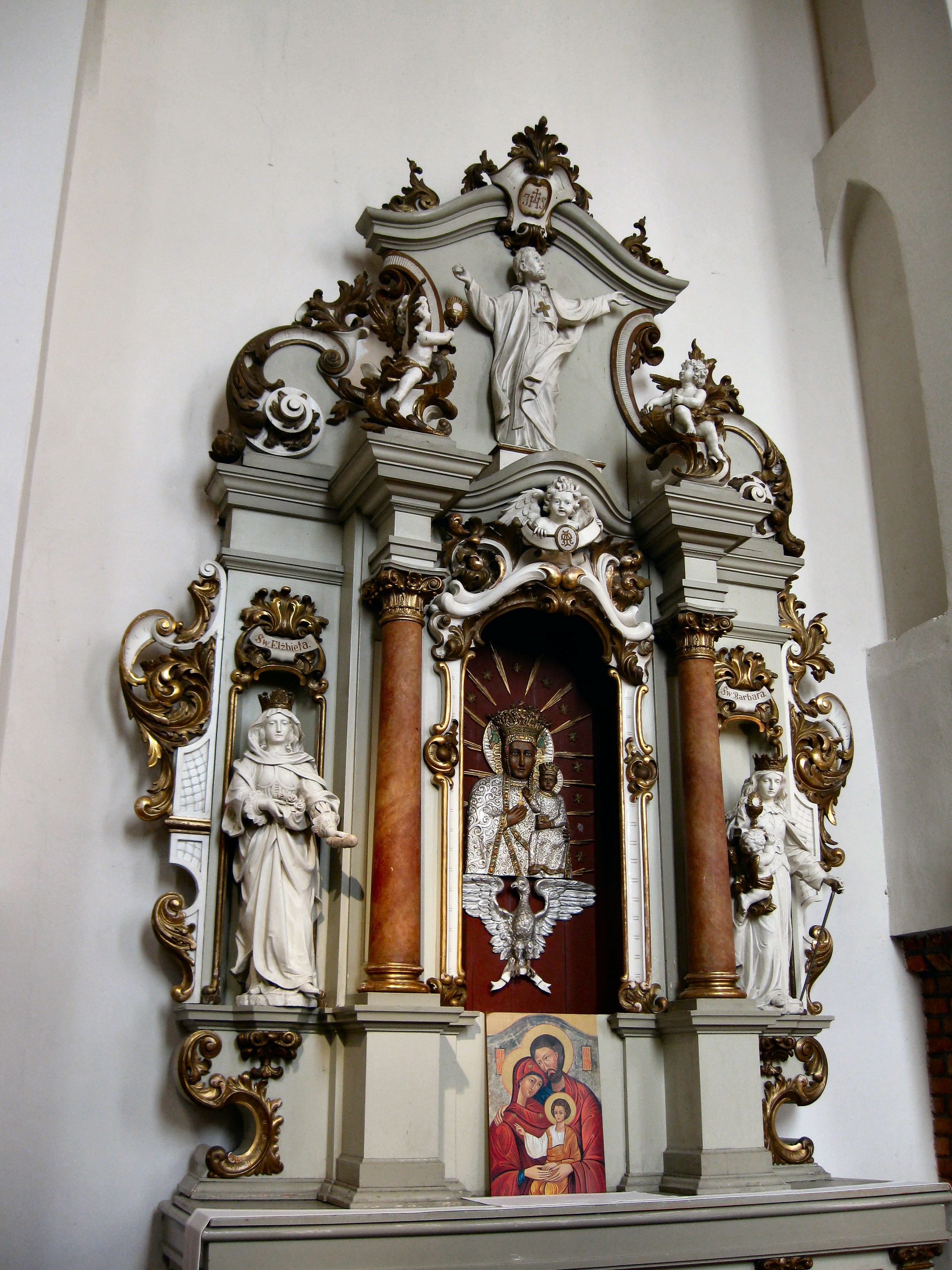
Ołtarz boczny
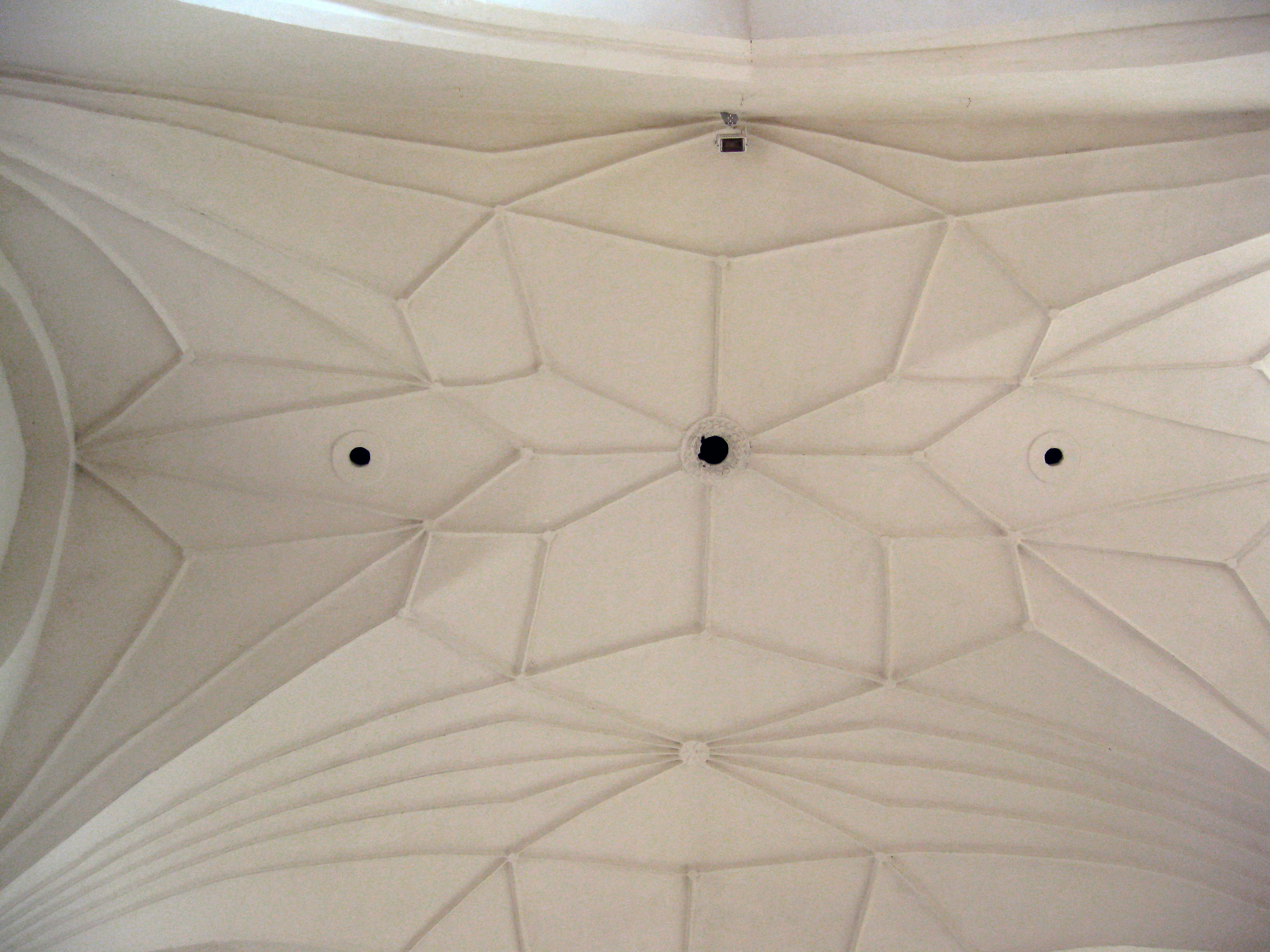
Sklepienia